# Bijzonder comité voor de sociale dienst
Het Bijzonder Comité voor de sociale dienst (BCSD) is een orgaan van het gemeentelijk Openbaar Centrum voor Maatschappelijk Welzijn (OCMW) in België. Sedert de bestuurshervorming die met het Decreet Lokaal Bestuur op 1 januari 2019 in voege is getreden, moet binnen elk OCMW een Bijzonder Comité voor de sociale dienst opgericht worden. Het Bijzonder comité neemt de individuele dienst- en hulpverlening van de OCMW's over. 
De vergaderingen van het bijzonder comité voor de sociale dienst zijn niet openbaar.
Het bijzonder comité voor de sociale dienst is, eventueel via subcomités, bevoegd voor:
- beslissingen over de toekenning, terugvordering, herziening en schorsing van individuele steun op het vlak van de maatschappelijke dienstverlening en de maatschappelijke integratie;
- de bekrachtiging van (voorlopige) steunverlening, toegekend door de voorzitter.

Het bijzonder comité voor de sociale dienst kan op eigen initiatief of op verzoek een niet-bindend advies geven aan het college, het vast bureau, de gemeenteraad en de OCMW-raad over het gemeente- of OCMW-beleid.
Het bijzonder comité telt een voorzitter en zes, acht, tien of twaalf leden, afhankelijk van het aantal OCMW-raadsleden.